# 3DBenchy
3DBenchy（または#3DBenchy、スリーディーベンチー）は、3Dプリンターの精度と機能をテストするためにデザインされた、船の3Dモデルである。2015年4月にSTLのファイル形式で公開された。同年7月にはマルチカラーのモデルも公開されている。  
ベンチマークとしての利用から、世界で最も3Dプリントされたモデルであると考えられている。3DBenchyが最初にアップロードされた3DモデルのサイトThingiverseでは、高評価数1位となっている。 

## 概要
3DBenchyには、3Dプリントにおいて必要となるさまざまな形状が含まれている。そのため、ユーザーは1モデルの印刷で視覚的に3Dプリンターの能力を評価できる。1/1スケールであれば、ほとんどの3Dプリンターが2時間未満で印刷可能である。
船体: 張り出した曲面を含む。積層のずれが現れやすい。
線対称なデザイン: 歪みや反りを簡単に確認できる。
デッキ、中央の箱、煙突の上面: 水平な平面になる。印刷開始前に行うレベリングが正しく行われているか確認できる。
ネームプレート: 船尾に小さく「#3DBenchy」と刻まれている。解像度の設定を正しく行う必要がある。 
船底の文字: 「CT3D.xyz」の文字が浅く入る。1層目は押しつぶされやすい。 
船室の屋根、窓の上部、船首など: 空中に浮いた形状はオーバーハングやブリッジと呼ばれ、熱溶解積層法の3Dプリンターで最も造形が難しい形状である。印刷速度とフィラメントの冷却速度に問題がある場合、顕著に現れる。 
また、各箇所の寸法は公表されており、プリンターの寸法精度も確認することができる。

## ギャラリー

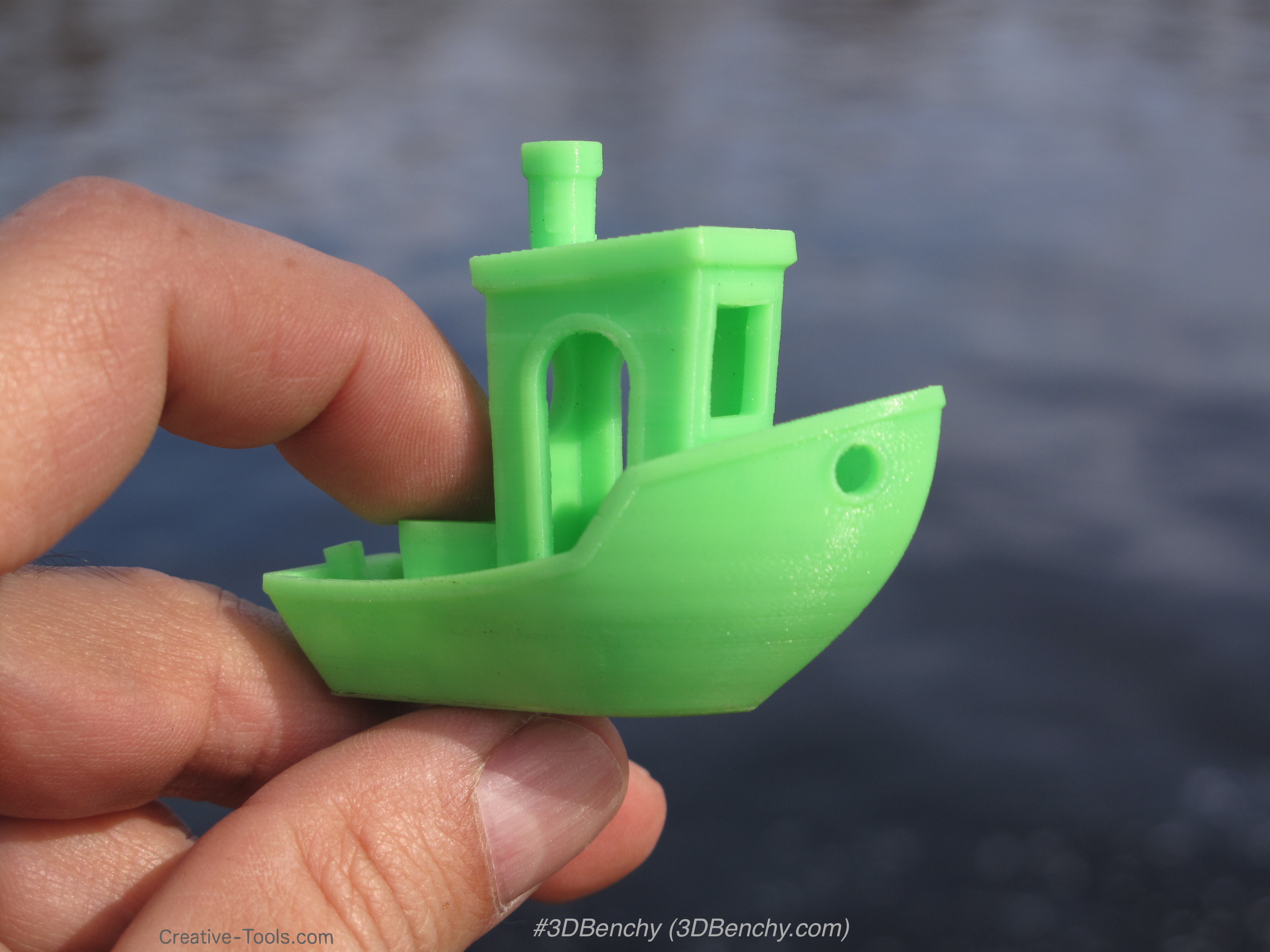
熱溶解積層法（FDM）の3Dプリンターで印刷された3DBenchy。
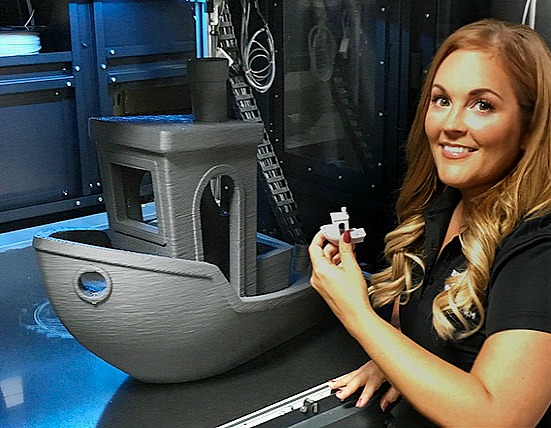
10倍サイズの3DBenchy（60cm x 31cm x 48cm）。FDM方式でPLAで印刷。
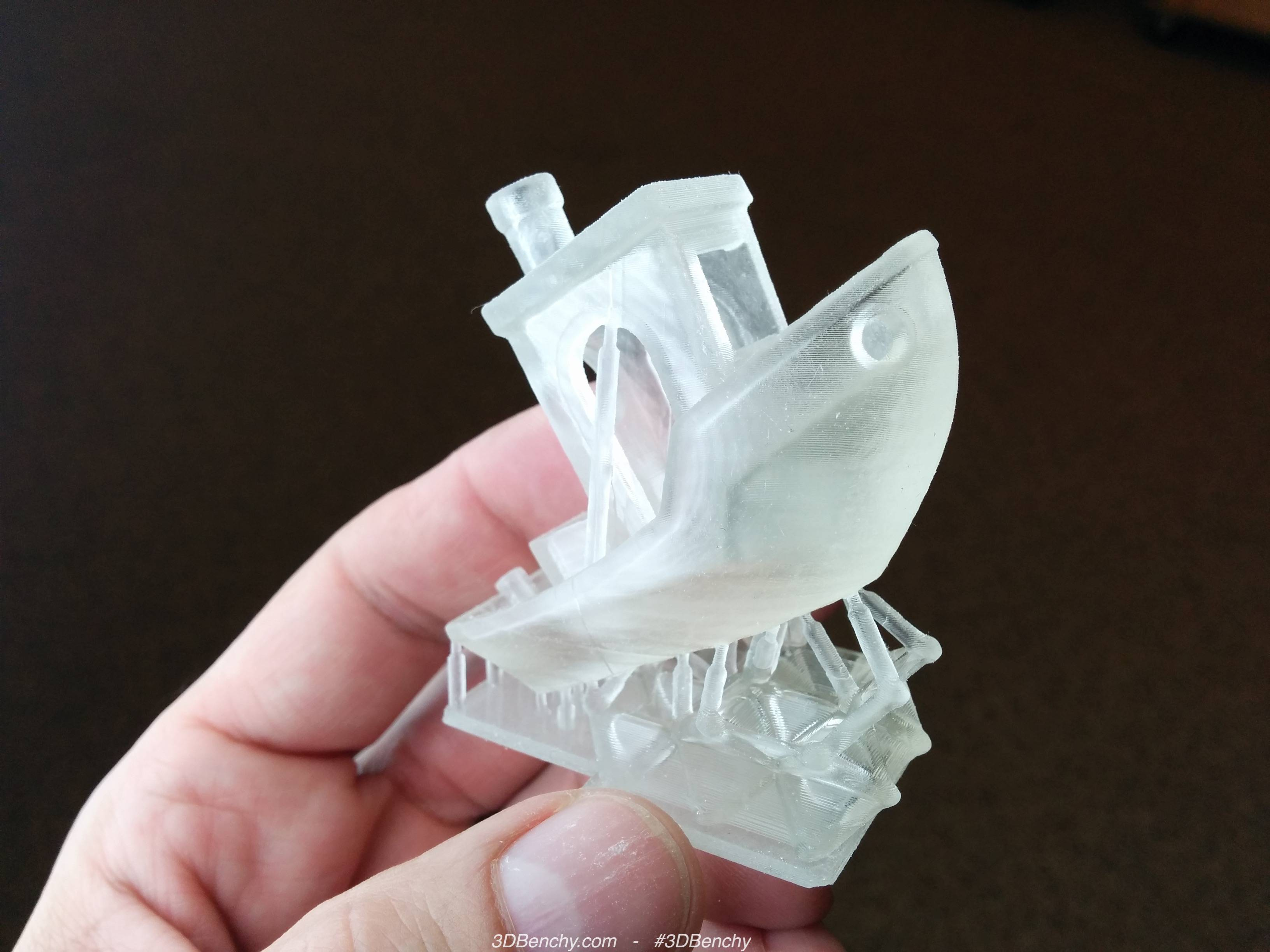
光造形法（SLA）の3Dプリンターで印刷された3DBenchy。サポート材がついたままである。
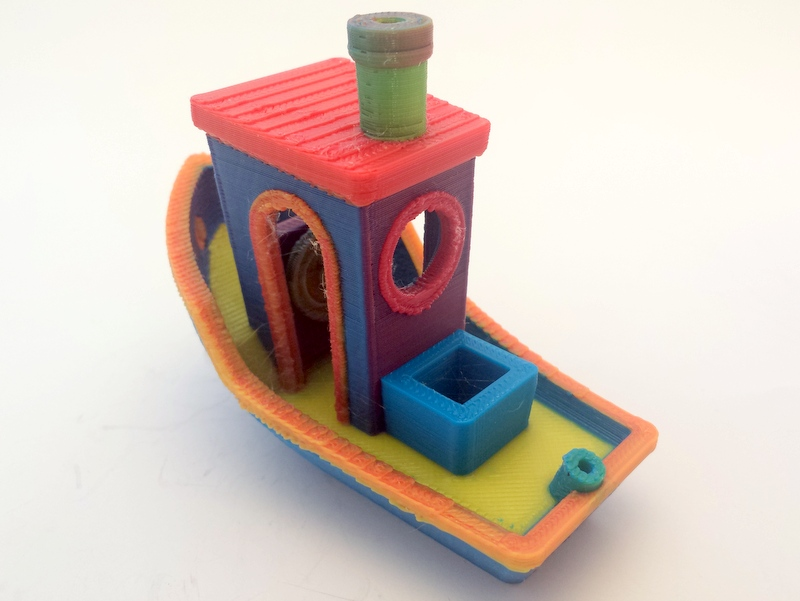
Prusa i3で印刷されたマルチカラーの3DBenchy。
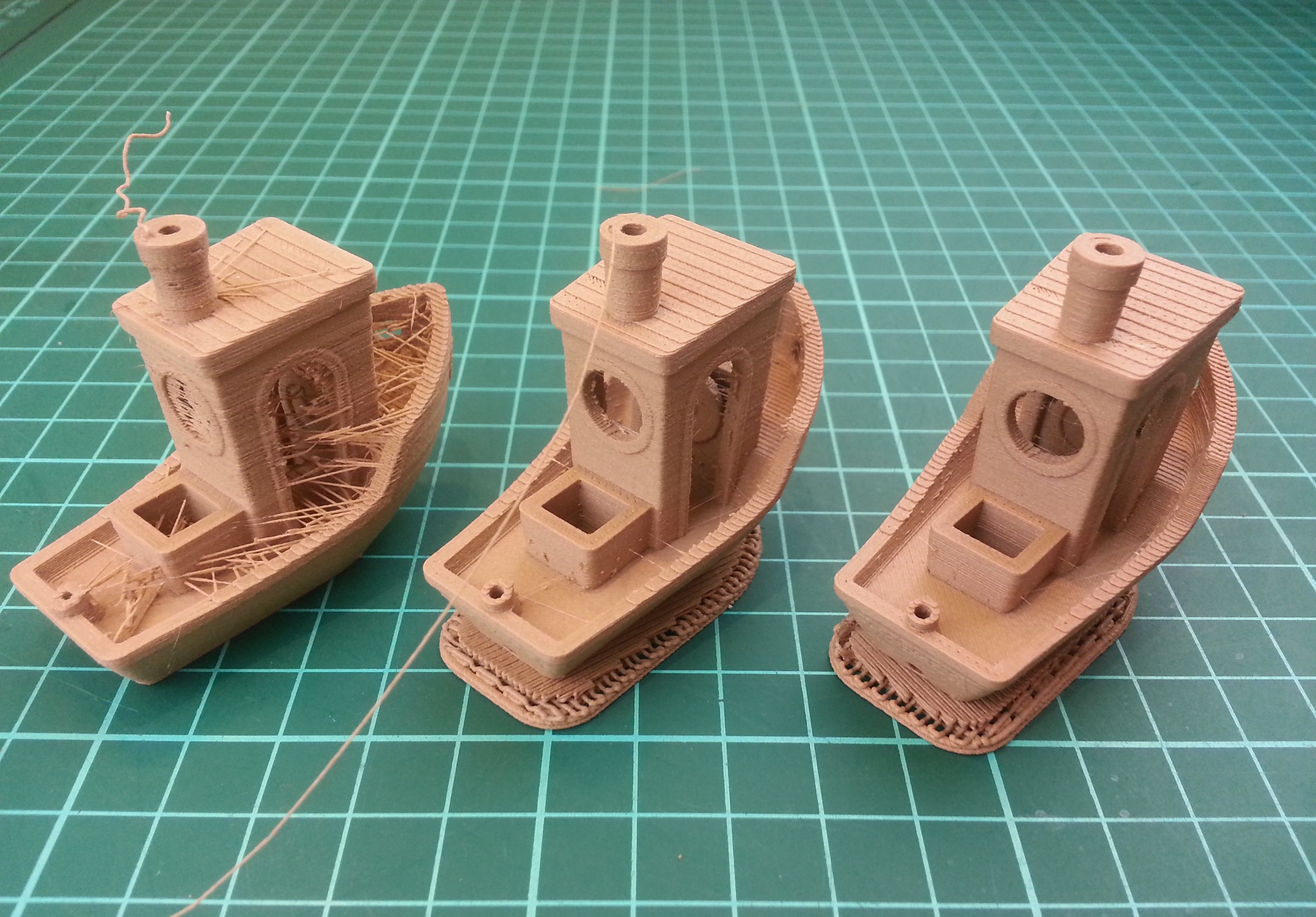
キャリブレーションによって品質が変わる。
- 2つの3DBenchyを印刷中のHangprinter（英語版）。